# Zentralspanischer Sandläufer
Der Zentralspanische Sandläufer (Psammodromus hispanicus) ist eine Eidechsenart aus der Gattung der Sandläufer (Psammodromus). Lange Zeit galt der Spanische Sandläufer als eine Art, die mittlerweile jedoch je nach Anerkennung der Autoren in 2–3 Arten aufgeteilt wurde. Zu diesen Arten gehören neben dem Zentralspanischen Sandläufer der Westiberische Sandläufer (Psammodromus occidentalis) und der Ostiberische Sandläufer (Psammodromus edwardsianus).

## Beschreibung
Die Kopf-Rumpf-Länge dieser kleinen, zierlichen Echse beträgt bei den Männchen im Mittel 4,8 cm und maximal 5,7 cm sowie bei den Weibchen im Mittel 5,1 cm und maximal 5,7 cm. Die Gesamtlänge beträgt etwa bis zu 14 cm. Der relativ kleine, mäßig zugespitzte Kopf sowie der Rumpf sind leicht abgeplattet. Das Unteraugenschild (Suboculare) stößt direkt an die Mundspalte. Die Schuppen der Oberseite (Rücken, Schwanz, Flanken) sind rhombenartig und mit deutlichen Längskielen versehen. Jederseits befinden sich 8 bis 12 Schenkelporen (= an der Hinterkante der Oberschenkel verlaufende Reihe kleiner zapfenartiger Erhebungen), im Mittel bei den Männchen 10,2 und bei den Weibchen 9,7. Die Grundfarbe der Oberseite ist grau, graubraun oder kupferfarben bis braungelb. Darauf finden sich fünf oder mehr über den Rücken bzw. an den Flanken verlaufende Reihen gelb-günlicher Flecken, die zu Längsbändern verschmelzen können. Quer zur Körperachse finden sich dunkle, barrenartige Flecken. Während der Paarungszeit häufig beide Geschlechter mit grünlicher Oberseitenfärbung („Hochzeitskleid“), die bei den Männchen aber kräftiger als bei den Weibchen ausgebildet ist. Die Jungtiere sind, abgesehen vom „Hochzeitskleid“, wie die Erwachsenen gefärbt und gezeichnet.

## Verwechslungsarten
Der Algerische Sandläufer (Psammodromus algirus) weist eine deutlich größere Körperlänge und oberseits durchgehende helle Längsstreifen auf, und die Männchen haben vor allem im Frühjahr rötliche Kehlen und Wangen. Beim Ostiberischen Sandläufer (Psammodromus edwardsianus) ist das Unteraugenschild (Suboculare) durch ein Oberlippenschild (Supralabiale) von der Mundspalte getrennt, und die Zahl der Schenkelporen ist mit bis zu 15 höher als beim Zentralspanischen Sandläufer (bis 12). Außerdem fehlt meist die oberseits grüne Hochzeitsfärbung. Die Unterscheidung zwischen dem Westiberischen Sandläufer (Psammodromus occidentalis) und P. hispanicus ist im Gelände sehr schwer, aber meist über den Fundort möglich.

## Verbreitung
Die Art kommt zumindest in Zentralspanien vor, z. B. in der engeren und weiteren Umgebung von Madrid. Die genauere Abgrenzung des Areals, z. B. die Frage, ob und wie weit sie nach Südspanien reicht, ist noch zu untersuchen.

## Lebensraum
Die Art kommt bis in 1700 m Höhe über NN (Sierra de Guadarrama) vor, bleibt meist aber unter 800 m. Besiedelt werden sandige und steinige Lebensräume mit lückenhafter, niedriger Vegetation aus Gräsern und Strauchwerk sowie lichte Pinienwälder.

## Lebensweise
Von November bis Februar wird eine Winterruhe gehalten, und in den trockenheißen Sommermonaten sind die Tiere nur eingeschränkt aktiv. Bei den zwischen März und Mai stattfindenden Paarungen verbeißen sich die Männchen in Hautfalten auf dem Rücken der Weibchen, etwa auf Höhe der Rumpfmitte. Dieses Verhalten nimmt eine Zwischenstellung zwischen dem weiter vorn ansetzenden Nackenbiss von P. algirus sowie den Gallotia-Arten einerseits und dem seitlich ansetzenden Flankenbiss der übrigen Vertreter der Familie Lacertidae andererseits ein. Die Weibchen legen ihre Eier in selbstgegrabene, bis 40 cm tiefe Sandröhren. Die Gelege bestehen aus 3–6 Eiern von 9–13 mm Länge und 5–7 mm Breite. Die Jungtiere schlüpfen ab Anfang Juni. Die Art ist am besten zwischen März und Mai zu beobachten, auch über Mittag.
Die Nahrung besteht vor allem aus Spinnen, Zikaden, Ameisen und Käfern. Als Feinde sind vor allem Eidechsen fressende Schlangen (Westliche Eidechsennatter, Girondische Schlingnatter) sowie verschiedene Vogelarten (Turmfalke, Rötelfalke, Mäusebussard, Rotmilan, Schleiereule) zu nennen. 
Wie auch der Algerische Sandläufer verfügt die Art über eine Stimme. Die Laute sind sich ähnlich, doch ist die Zahl der Obertöne beim Zentralspanischen Sandläufer etwas höher.

## Gefährdung
Vor dem Hintergrund der Artaufspaltung sind die Häufigkeit und Gefährdungssituation des Zentralspanischen Sandläufers neu zu bewerten. Lokale Gefährdungen resultieren aus dichten Aufforstungen und Überbauungen.